# Gonatodes nascimentoi
Espèce
Gonatodes nascimentoi est une espèce de geckos de la famille des Sphaerodactylidae.

## Répartition
Cette espèce est endémique du Brésil. Elle se rencontre dans les États du Pará et d'Amapá.

## Étymologie
Cette espèce est nommée en l'honneur de Francisco Paiva Nascimento.

## Publication originale
- Sturaro & Avila-Pires, 2011 : Taxonomic revision of the geckos of the Gonatodes concinnatus complex (Squamata: Sphaerodactylidae), with description of two new species. Zootaxa, n. 2869, p. 1-36.